# Agonomalus
Agonomalus és un gènere de peixos pertanyent a la família dels agònids.

## Taxonomia
- Agonomalus jordani (Jordan & Starks, 1904)[2]
- Agonomalus mozinoi (Wilimovsky & Wilson, 1979)[3]
- Agonomalus proboscidalis (Valenciennes, 1858)[4][5][6][7][8][9][10]